# Процессор
Процессор в вычислительной технике — электронный компонент (цифровая схема), который выполняет операции с внешним источником данных, обычно с памятью или каким-либо другим потоком данных. 
Этот термин часто используется для обозначения центрального процессора (ЦП), главного процессора в системе. Однако оно также может относиться к другим сопроцессорам, таким как графический процессор (GPU).

Сейчас он обычно имеет форм-фактор микропроцессора, который реализован на одной (или нескольких тесно интегрированных) микросхеме (интегральной схеме). В прошлом же процессоры создавались с использованием множества отдельных электронных ламп, множества дискретных транзисторов или же множества интегральных схем малой интеграции.
Разновидности:
- Центральный процессор
- Графический процессор
- Цифровой сигнальный процессор
- Физический процессор
- Скалярный процессор
- Векторный процессор
- Нейронный процессор
- Суперскалярный процессор (superscalar processor) — процессор, поддерживающий так называемый параллелизм на уровне инструкций (то есть, процессор, способный выполнять несколько инструкций одновременно)
- Процессор в памяти (вычисляющее ОЗУ)
- Soft-микропроцессор (также «микропроцессор с программным ядром») — микропроцессорное ядро, которое может быть полностью создано с использованием только логического синтеза; обычно реализовано с использованием различных микросхем программируемой логики (ПЛИС).
- Сопроцессор
  - Математический сопроцессор

Созданы квантовые процессоры (см. Quantum processor, квантовый компьютер); они используют квантовую суперпозицию для представления битов (называемых кубитами), а не только двоичные состояния включения/выключения.

## Программные
- Текстовый процессор
- Командный процессор или командный интерпретатор — оболочка операционной системы, обеспечивающая интерфейс командной строки и выполняющая текстовые команды пользователя.

Также процессор — язык преобразования документов (см. XSLT, Категория:Процессоры XSLT, Категория:Процессоры XQuery)